# Фюрстенберги (баронский род)

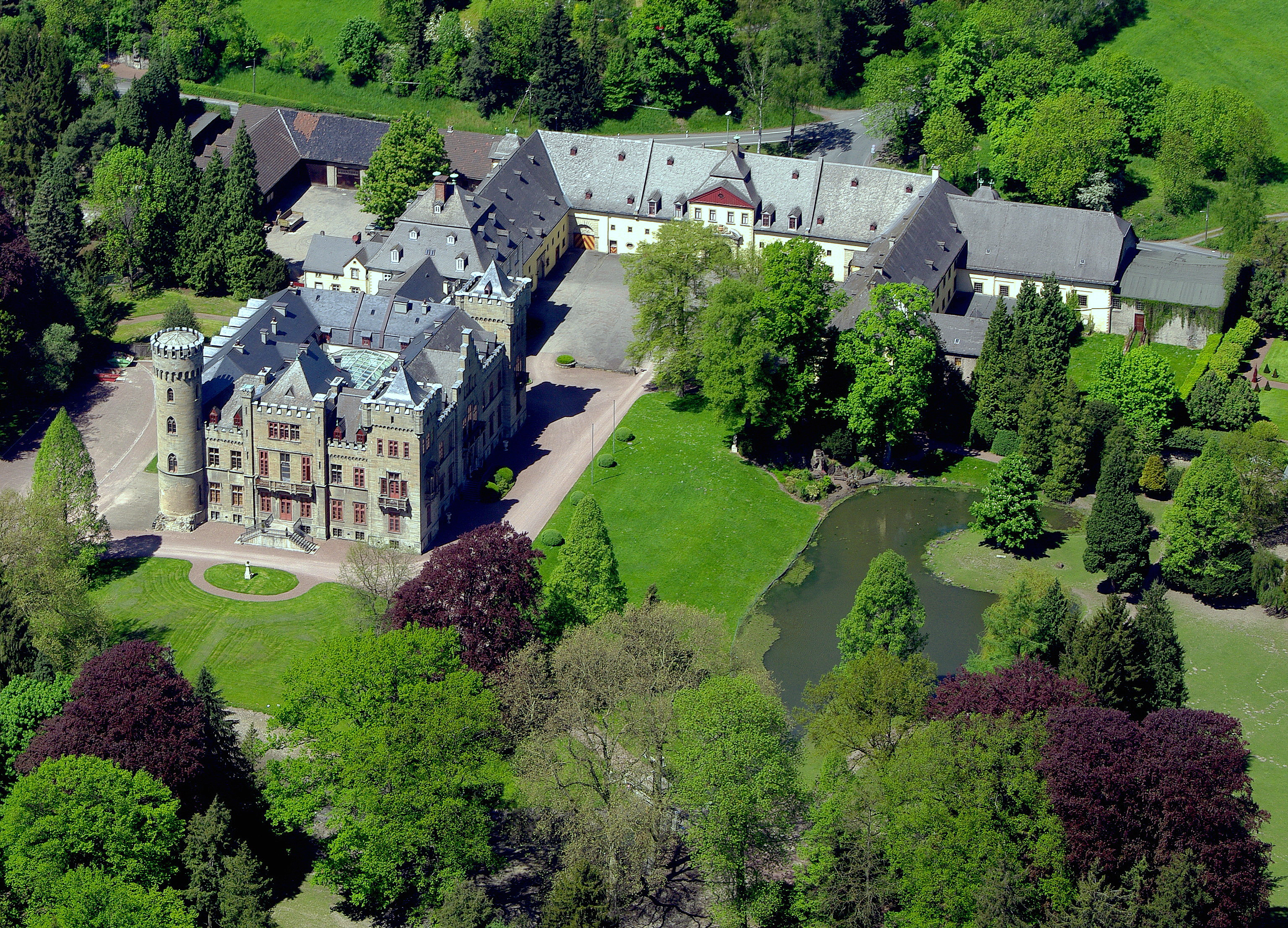
Одна из резиденций вестфальских Фюрстенбергов — неоготический дворец-замок Хердринген

Фюрстенбе́рги (нем. Fürstenberg) — баронский род из Вестфалии.

## История
Родоначальник, Герман фон Фюрстенберг, жил в начале XIII века. Местопребыванием предков рода был одноимённый замок на реке Рур. Многие члены рода сражались в Ливонии как рыцари Тевтонского ордена. Между ними Вильгельм фон Фюрстенберг известен как ландмайстер ордена в Ливонии. В Курляндии, где Фюрстенберги в середине XVI столетия поселились на Медденском и Свентенском озёрах, род прекратился в 1780 г.

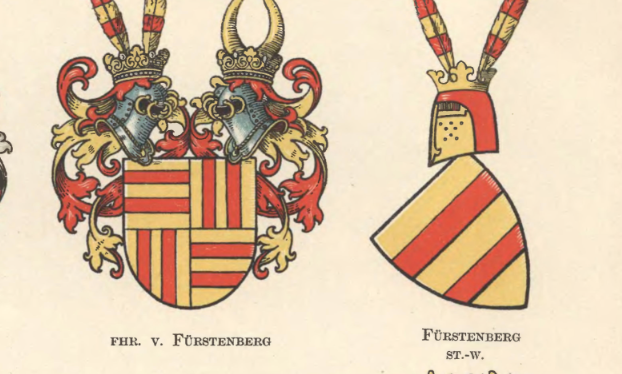
Исходный герб и герб в качестве имперских баронов (слева).

Бывшие имперскими рыцарями, 26 апреля 1660 г. семейство получило статус имперских баронов (Reichsfreiherren). Зачисление в баронский класс в королевстве Бавария произошло 22 августа 1891 года для Фридриха Фрейхерра фон Фюрстенберга.
Некоторые члены семьи были возведены в высокие чины во время медиатизации за заслуги перед королевством Пруссия или получили почетные титулы за свои достижения в XX в.:
- Хердрингенская линия: прусские графы; титул — граф фон Фюрстенберг-Хердринген, а поместье Безиц Хердринген было передано 16 января 1843 года Францу Эгону Фрайхерру фон Фюрстенбергу из Хердрингена (1818—1902), члену прусской палаты лордов и сенешалю провинции Вестфалия.
- Линия Штаммхейма: прусские графы; титул — графа фон Фюрстенберг-Штаммхайм в владениях Штаммхайм был присвоен 15 октября 1840 года королевскому прусскому камергеру Францу Эгону Фрайхерру фон Фюрстенбергу из Штаммхайма и его наследникам. Угасла в 1925 г.
- Бельгийская линия — натурализация баронам де Фюрстенберг была предоставлена 18 апреля 1887 г. Клеменсу Фрайхерру фон Фюрстенбергу. Бельгийский титул граф де Фюрстенберга был создан 3 января 1964 г. для ученого-агронома Фрейхера фон Фюрстенберга.

## Представители
- Несколько баронов Фюрстенбергов занимали епископскую кафедру в Падерборне. Из их числа наиболее примечателен учёный Фердинанд фон Фюрстенберг[нем.] (1626—1683), который в 1655 году был в Риме папским секретарём, в 1661 году — епископом Падерборна, а с 1678 года — также коадъютором мюнстерским. Он издал «Monumenta Paderbornensia» (Амстердам, 1672), а также известен как латинский поэт.
- Фюрстенберг, Франц Фридрих Вильгельм фон[англ.] (1728—1810) — государственный деятель[1].
- Франц Эгон фон Фюрстенберг[нем.] (1797—1859) приобрёл известность как покровитель искусств. Он был членом соединённого прусского ландтага 1847 и 1848 годов, а в 1849 году членом нижней палаты. Назначенный впоследствии пожизненным членом прусской палаты господ, он принадлежал к феодальной партии.
- Максимильен де Фюрстенберг (1904—1988) — камерленго Коллегии кардиналов в 1982-84 гг.